# 7 Batalion Remontowy
7 Batalion Remontowy (7 brem) - samodzielny pododdział logistyczny Sił Zbrojnych PRL.
Wchodził w skład 7 Łużyckiej Dywizji Desantowej. Stacjonował w Słupsku.

## Skład organizacyjny
Dowództwo i sztab	
- kompania remontu pojazdów gąsienicowych
- kompania remontu pojazdów kołowych
- kompania szkolna
- pluton robót specjalnych
- pluton remontu sprzętu łączności
- pluton ewakuacji
- pluton zaopatrzenia
- pluton medyczny